# Samanyolu, Taşlıçay
Samanyolu là một xã thuộc huyện Taşlıçay, tỉnh Ağrı, Thổ Nhĩ Kỳ. Dân số thời điểm năm 2011 là 105 người.